# Maurice Audin
Maurice Audin (Béja, 14 febbraio 1932 – Algeri, 21 giugno 1957) è stato un matematico francese.
Docente di matematica presso l'università di Algeri e membro del Partito Comunista Algerino, venne arrestato l'11 giugno 1957 e torturato fino alla morte.
Per decenni il governo francese ho sostenuto la versione secondo cui Audin fosse riuscito a scappare dai suoi aguzzini, tuttavia nel 2018 il presidente della Repubblica Emmanuel Macron ha sostenuto la tesi della tortura, attirandosi critiche di natura politica.

## Biografia

### Famiglia e infanzia
È figlio di Louis Audin (1900-1977) e di Alphonsine Fort (1902-1989), sposati nel 1923 a Koléa (Algeria), entrambi provenienti da famiglie modeste: lui di operai di Lione, lei di contadini della Mitidja. Al momento della nascita di Maurice, suo padre era capo della brigata di gendarmeria di Béja, nel protettorato francese di Tunisia. Dopo la Tunisia, Louis Audin fu trasferito in metropoli, poi superò un concorso e divenne postino ad Algeri.

### Studi e carriera universitaria
Figlio di un militare, Maurice Audin cresce in un ambiente militare e nel 1942 entra in sesta classe presso l'École militaire préparatoire di Hammam Righa; nel 1946 viene ammesso alla scuola di Autun e, nel 1948, rinunciando a una carriera da ufficiale, ritorna ad Algeri per seguire la classe di matematica elementare al liceo Gautier.
Prosegue gli studi in matematica all'Università di Algeri, conseguendo la laurea in giugno 1953 e ottenendo un DES nel mese di luglio. Fin da febbraio 1953 viene reclutato come assistente del professore René de Possel, incarico di cui diventa titolare nel 1954. Lavora anche ad una tesi sulle «equazioni lineari in uno spazio vettoriale», nell'ambito di un dottorato di Stato in matematica.
Nel gennaio 1953 sposa Josette Sempé (1931-2019); la coppia avrà tre figli: Michèle (1954), Louis (1955-2006) e Pierre (1957-2023).

### Impegno politico
Maurice Audin aderisce al Partito Comunista Algerino nel 1951, inizialmente come membro della cellula Langevin dell'Unione degli Studenti Comunisti. Dal 1953, entra a far parte di una cellula ad Algeri. Inoltre, frequenta l'associazione degli studenti musulmani, l'AEMAN, che nel 1955 diventa UGEMA.

### Arresto e scomparsa di Maurice Audin (giugno 1957)
L'attentato al Casino de la Corniche, avvenuto il 9 giugno 1957, causa otto morti e novantadue feriti, di cui circa una trentina subiscono amputazioni. Le esequie delle vittime, svoltisi l'11 giugno 1957, degenerano in una sommossa: numerosi musulmani, molestati da una folla di giovani, vengono ricoverati in ospedale, molti negozi vengono saccheggiati e alcune automobili incendiate. D'urgenza, il coprifuoco viene imposto alle 21:00. Due ore dopo, i paracadutisti bussano alla porta di Maurice Audin.
Nel corso della serata, i militari minacciano persino di arrestare la moglie del dottor Hadjadj, coinvolta in un'ondata di arresti, per sottoporla a torture. In quell'occasione, egli afferma di aver curato, nell'abitazione di Maurice Audin, il leader comunista Paul Caballéro, favorevole sin dal 1954 al ritorno del comando del Partito Comunista Algerino nelle mani degli “arabo-berberi” – una scelta costretta alla clandestinità a seguito della censura del 1955 – ma contrario al coinvolgimento del PCA nell'azione armata. Caballéro sarà liberato tra maggio e giugno 1962.
L'11 giugno 1957, Maurice Audin viene arrestato a casa sua dal capitano Devis e dai tenenti André Charbonnier e Philippe Erulin. Nella stessa sera, viene trasferito in un luogo di tortura e, il giorno seguente, il 12 giugno, viene confuso con il giornalista Henri Alleg, direttore del quotidiano proibito Alger républicain. Nell'appartamento della famiglia Audin viene predisposta una vera e propria trappola, che porta all'arresto di Henri Alleg. Quest'ultimo, futuro autore de La Question, era già costretto all'illegalità da quando era stato ferito in un attentato al "plastic" contro il suo quotidiano – successivamente chiuso dall'Esercito e la cui tipografia era stata riconvertita per la produzione del giornale di propaganda Le Bled. Henri Alleg è stato il penultimo a parlare con Maurice Audin, che ha raggiunto sul luogo della sua tortura. Questa doppia sparizione ebbe effetti considerevoli: segnò l'inizio dell'affaire Audin, di cui Henri Alleg diventerà uno dei principali portavoce, poiché i suoi interrogatori cessarono poco dopo la morte di Audin e lui stesso fu rilasciato a metà agosto.

### Officializzazione della morte (1963 e 1966)
Non essendo stato ritrovato il corpo di Maurice Audin, il suo atto di morte fu redatto mediante una sentenza del tribunale di grande istanza di Algeri (1° giugno 1963), con data fissata al 21 giugno 1957; tale sentenza venne convalidata in Francia dal tribunale di grande istanza della Senna il 27 maggio 1966 e trascritta sul suo atto di nascita nell'ottobre 1966, allora al consolato di Francia ad Algeri.

## Il caso Audin

### Il caso Audin nei media (luglio-agosto 1957)
L'affaire Audin ottiene rapidamente una copertura mediatica ampia e dettagliata, evidenziando come Audin non sia la prima vittima di un dramma ormai confermato: tra gennaio e settembre 1957 scompaiono ben 3.024 persone arrestate dai paras. Il quotidiano L'Humanité annuncia la sua sparizione il 4 luglio, fatto poi discusso in assemblea dal presidente del gruppo parlamentare già il 17 luglio, il quale lo collega al destino di Henri Alleg. Audin compare in prima pagina il 13 agosto e viene nuovamente citato il 24 in una lettera inviata al governo da Jacques Duclos, il numero due del PCF. Inoltre, il 17 agosto, un quotidiano dedica un lungo estratto al rapporto della Commissione internazionale sul sistema dei campi di concentramento, redatto da Louis Martin-Chauffier.